# Nitrome
Nitrome Limited, comunemente conosciuta come Nitrome, è una società indipendente di videogiochi con sede a Londra. Nitrome ha creato fino al 2016 giochi basati su Flash e Unity, per poi passare a sviluppare titoli per Nintendo Switch e PlayStation 4. I giochi della Nitrome sono riconoscibili dal design in stile pixel art e fumettistico. Caratteristiche presenti in ogni gioco sono la sigla iniziale e le melodie 8 bit. Nitrome nacque da un'idea di Mat Annal e Heather Stancliffe, due designer grafici, con l'intenzione di creare giochi per telefoni cellulari. Invece di seguire questa idea però, la società si concentrò sullo sviluppo di giochi su internet basati su Flash. I giochi di Nitrome vengono pubblicati nel sito ufficiale e alcuni di essi sono disponibili su licenza in siti esterni come Miniclip e MTV Arcade.

## Storia
La creazione di Nitrome è dovuta a una conversazione tra Mat Annal e Heather Stancliffe, in cui Annal suggerì la creazione di un videogioco per telefoni cellulari. Stancliffe era titubante, ma arrivò alla conclusione che quella di Mat sarebbe stata un'idea di successo.

## Giochi
I giochi prodotti da Nitrome vengono suddivisi in quattro categorie principali. "Hearted" è la sezione dedicata ai giochi che hanno ricevuto il maggior numero di cuori dall'"Heart Button", e vengono quindi considerati i più popolari. "All Games" è invece la raccolta completa dei giochi prodotti da Nitrome. Alla sezione "Picks" appartengono i giochi consigliati dallo staff. Infine nella sezione "Multiplayer games" possiamo trovare i giochi in cui può giocare più di una persona contemporaneamente. I giochi possono appartenere a più categorie simultaneamente.
Nitrome ha prodotto giochi per MTV Arcade, Candystand e Miniclip.
La maggior parte dei giochi è divisa in livelli (solitamente tra 10 e 100) che offrono al giocatore la possibilità di rigiocare un livello, anche se questo è stato perso. Molti giochi inoltre includono il concetto di boss.

## MochiCoins
A luglio del 2009, Nitrome Limited ha distribuito Twin Shot 2, il primo gioco della società a fare uso dei MochiCoins,  un sistema che permette ai giocatori di pagare per dei contenuti extra nei Videogioco per browser Mat Annal annunciò che Nitrome stava solo "testando" questo tipo di pagamento e che "la società non avrebbe incluso i Mochicoins in ogni gioco". Più tardi Nitrome utilizzò nuovamente i Mochicoins in B.C. Bow Contest.
Dal 17 settembre 2012, questo sistema è stato sospeso.

## Versioni Precedenti

### Nitrome 1.0
Nitrome.com 1.0 è la prima versione di Nitrome. Lanciata il 5 aprile 2005, non durò a lungo, e venne rimpiazzata dalla 1.5 nel 2006, fra l'8 e il 16 novembre.

### Nitrome 1.5
Nitrome 1.5 è una versione precedente del sito, con un raggruppamento di giochi leggermente diverso: nessun sistema di cuori, e immagini sottotitolate invece delle icone.